# Половинная (приток Глухой Вильвы)
Половинная — река в России, протекает в Соликамском районе Пермского края. Устье реки находится в 125 км по левому берегу реки Глухая Вильва. Длина реки составляет 11 км.
Исток реки в лесном массиве в 10 км к юго-востоку от села Осокино. От истока течёт на север, после впадения Цветной поворачивает на восток. Всё течение проходит по ненаселённому, местами заболоченному лесному массиву. Притоки — Швириха, Цветная (левые). Впадает в Глухую Вильву в 5 км к юго-западу от посёлка Сим.

## Данные водного реестра
По данным государственного водного реестра России относится к Камскому бассейновому округу, водохозяйственный участок реки — Кама от водомерного поста у села Бондюг до города Березники, речной подбассейн реки — бассейны притоков Камы до впадения Белой. Речной бассейн реки — Кама.
По данным геоинформационной системы водохозяйственного районирования территории РФ, подготовленной Федеральным агентством водных ресурсов:
- Код водного объекта в государственном водном реестре — 10010100212111100005423
- Код по гидрологической изученности (ГИ) — 111100542
- Код бассейна — 10.01.01.002
- Номер тома по ГИ — 11
- Выпуск по ГИ — 1